# سارایوو
سارایِوو پایتخت کشور بوسنی هرزگووین و نیز بزرگ‌ترین شهر این کشور است. نام این شهر از ریشه ترکی سارای اواسی (saray ovası) که به معنی دشت سراها در زبان ترکی استانبولی است (از ترکی "سارای" به معنی قصر-کاخ که خود نیز از واژه سرائ پارسی)، گرفته شده‌است. بر اساس سرشماری سال ۱۹۹۱، جمعیت سارایوو بالغ بر ۴۱۶٫۴۹۷ نفر بوده‌است که این عدد بر اساس تخمین سال ۲۰۰۸ به ۳۰۴٫۶۱۴ نفر رسیده‌است. سارایوو مرکز سیاسی، مالی، اجتماعی و فرهنگی بوسنی و هرزگوین و یک مرکز برجسته فرهنگی در بالکان است و دارای نفوذ در سرتاسر منطقه از لحاظ سرگرمی، رسانه، مد و هنر است. به دلیل سابقه طولانی در تنوع مذهبی و فرهنگی، سارایوو گاهی «اورشلیم اروپا» یا «اورشلیم بالکان» نامیده می‌شود.
همچنین یکی از معدود شهرهای مهم اروپایی است که مسجد، کلیسای کاتولیک، کلیسای ارتدکس و کنیسه را در کنار هم دارد.
این شهر یک مرکز منطقه ای در آموزش و پرورش است، اولین مؤسسه آموزش عالی بالکان در قالب یک مدرسه اسلامی، که امروز بخشی از دانشگاه سارایوو است، در بالکان واقع شده‌است.
اگرچه استقرار در این منطقه به دوران ماقبل تاریخ بازمی‌گردد، اما این شهر امروزی به عنوان یک قلعه عثمانی‌ها در قرن پانزدهم پدید آمد. سارایوو در طول تاریخ خود چندین بار مورد توجه بین‌المللی قرار گرفته‌است. در سال ۱۸۸۵، سارایوو اولین شهر در اروپا و دومین شهر در جهان بود که بعد از سان فرانسیسکو یک شبکه تراموا برقی تمام وقت در آن فعال بود. در سال ۱۹۱۴، سارایوو محل ترور آرشیدوک فرانتس فردیناند توسط فعال محلی بوسنیایی جوان، گاوریلو پرنسیپ بود که باعث جنگ جهانی اول شد، که همچنین منجر به پایان دادن به پادشاهی اتریش-مجارستان در بوسنی و ایجاد پادشاهی یوگسلاوی شد.
بعداً، پس از جنگ جهانی دوم و تأسیس جمهوری سوسیالیستی بوسنی و هرزگوین در جمهوری فدرال سوسیالیستی یوگسلاوی منجر به گسترش گسترده سارایوو، آن زمان پایتخت جمهوری بود شد، که با میزبانی از بازی‌های المپیک زمستانی ۱۹۸۴ که دوره ای پررونق برای شهر بود، به اوج خود رسید. با این حال، پس از آغاز جنگ‌های یوگسلاوی، به مدت ۱۴۲۵ روز از آوریل ۱۹۹۲ تا فوریه ۱۹۹۶، این شهر طولانی‌ترین محاصره یک شهر پایتخت را در تاریخ جنگ‌های مدرن، در طول جنگ بوسنی و فروپاشی یوگسلاوی متحمل شد.
سارایوو در حال بازسازی پس از جنگ بوده و سریعترین رشد شهری را در بوسنی و هرزگوین داراست. مجموعه راهنمای سفر لونلی پلانت، سارایوو را به عنوان چهل و سومین شهر برتر جهان معرفی کرده‌است و در دسامبر ۲۰۰۹، سارایوو را به عنوان یکی از ده شهر برتر برای بازدید در سال ۲۰۱۰ ذکر کرده‌است. در سال ۲۰۱۱، سارایوو به عنوان پایتخت فرهنگی اروپا برای سال ۲۰۱۴ معرفی شد و در سال ۲۰۱۹، میزبان جشنواره المپیک جوانان اروپا بود. در اکتبر ۲۰۱۹، سارایوو برای قرار دادن فرهنگ در مرکز استراتژی‌های توسعه خود به عنوان یک شهر خلاق یونسکو تعیین شد.

## نگارخانه

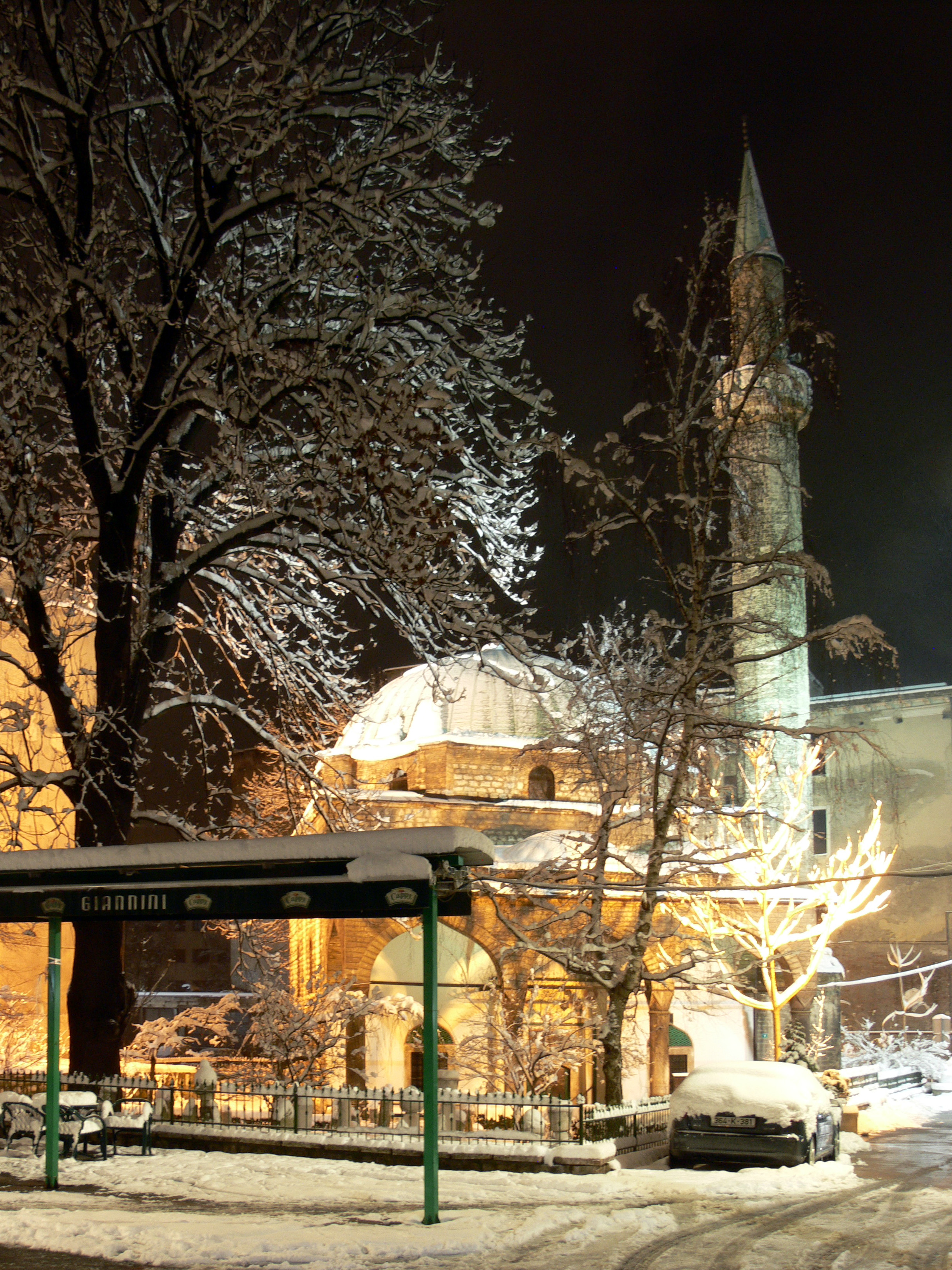
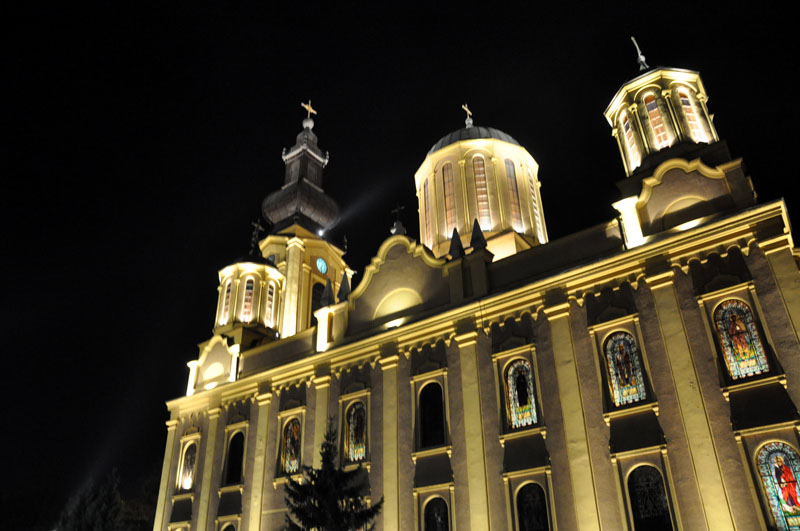
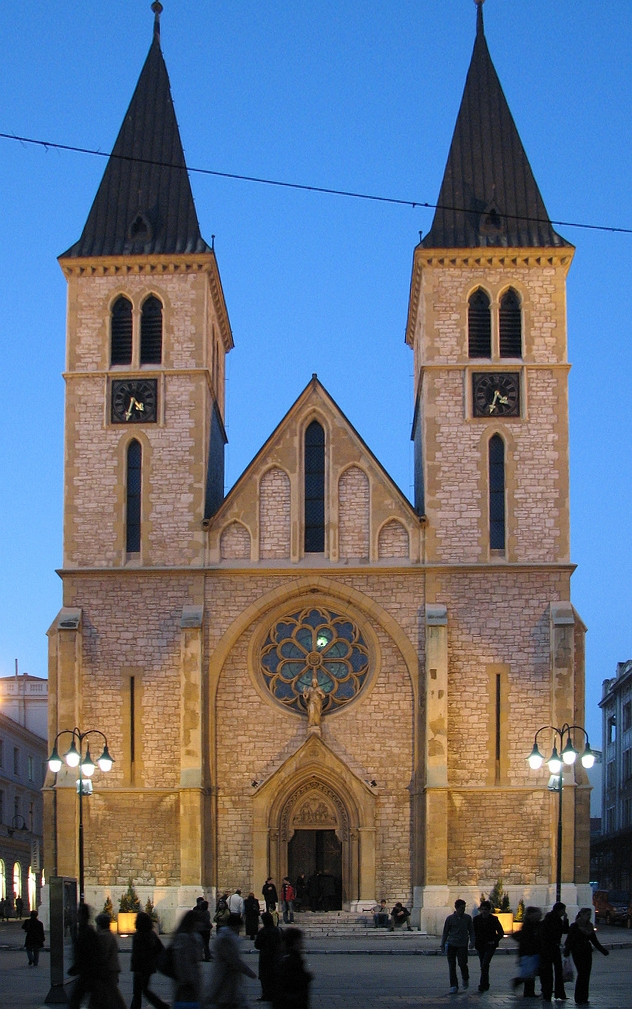
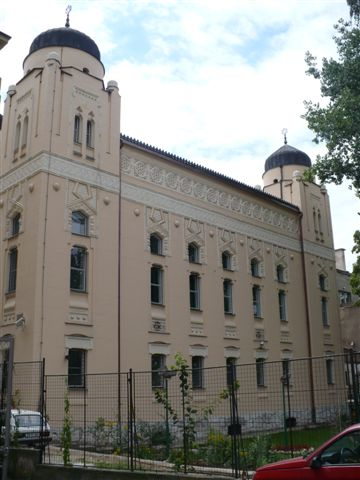
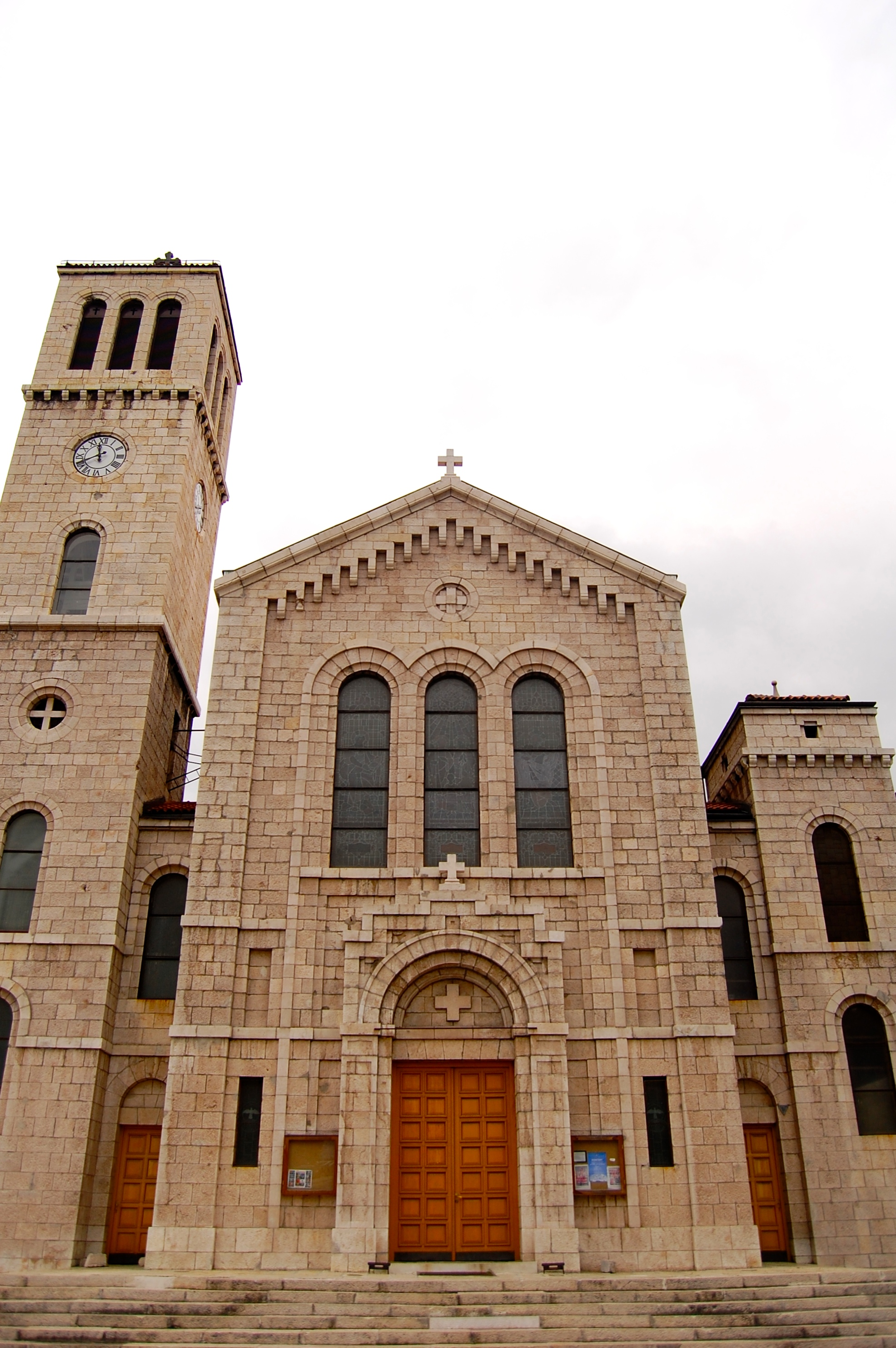
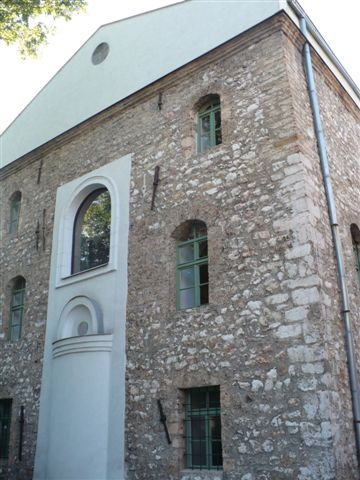
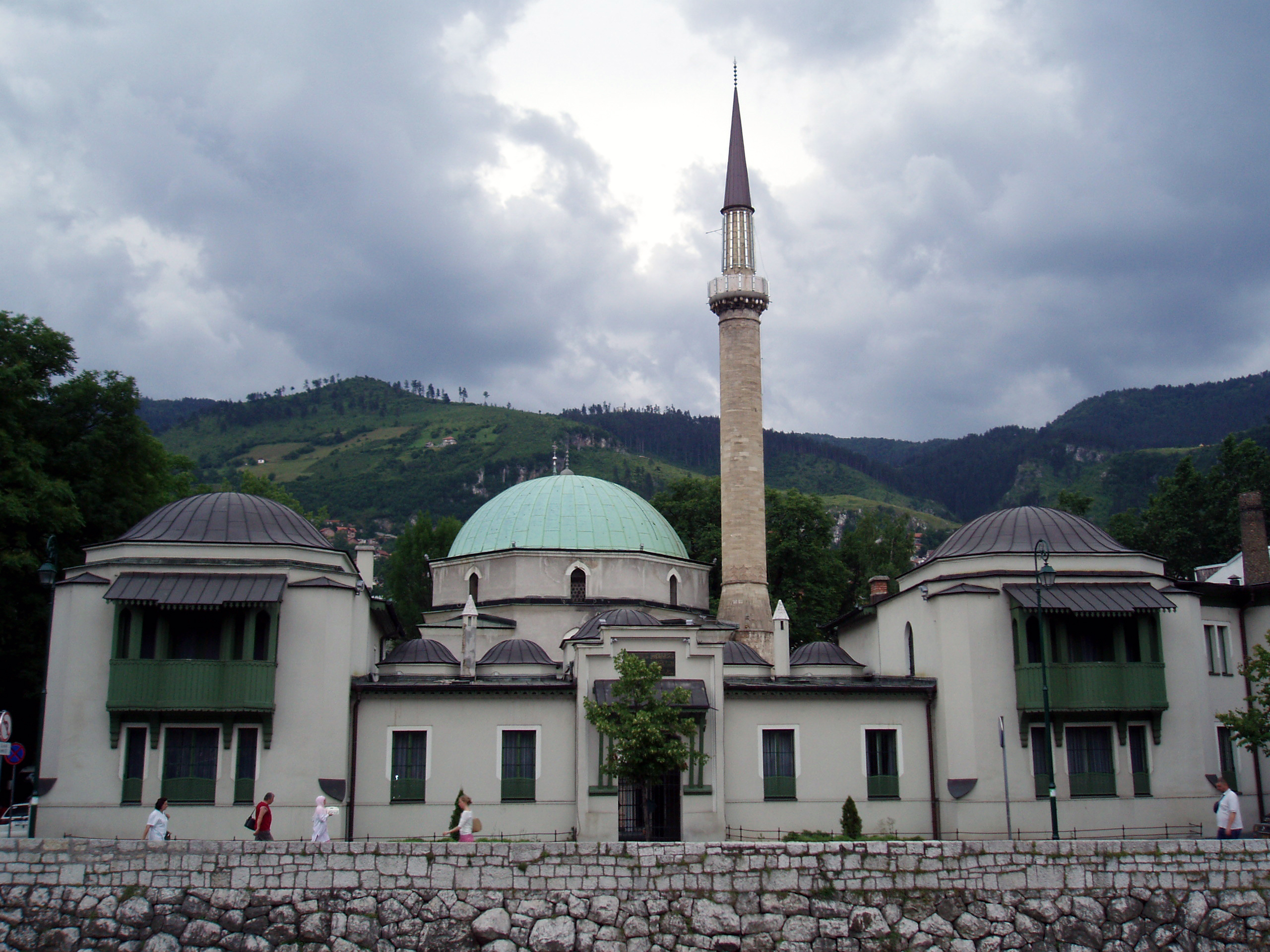
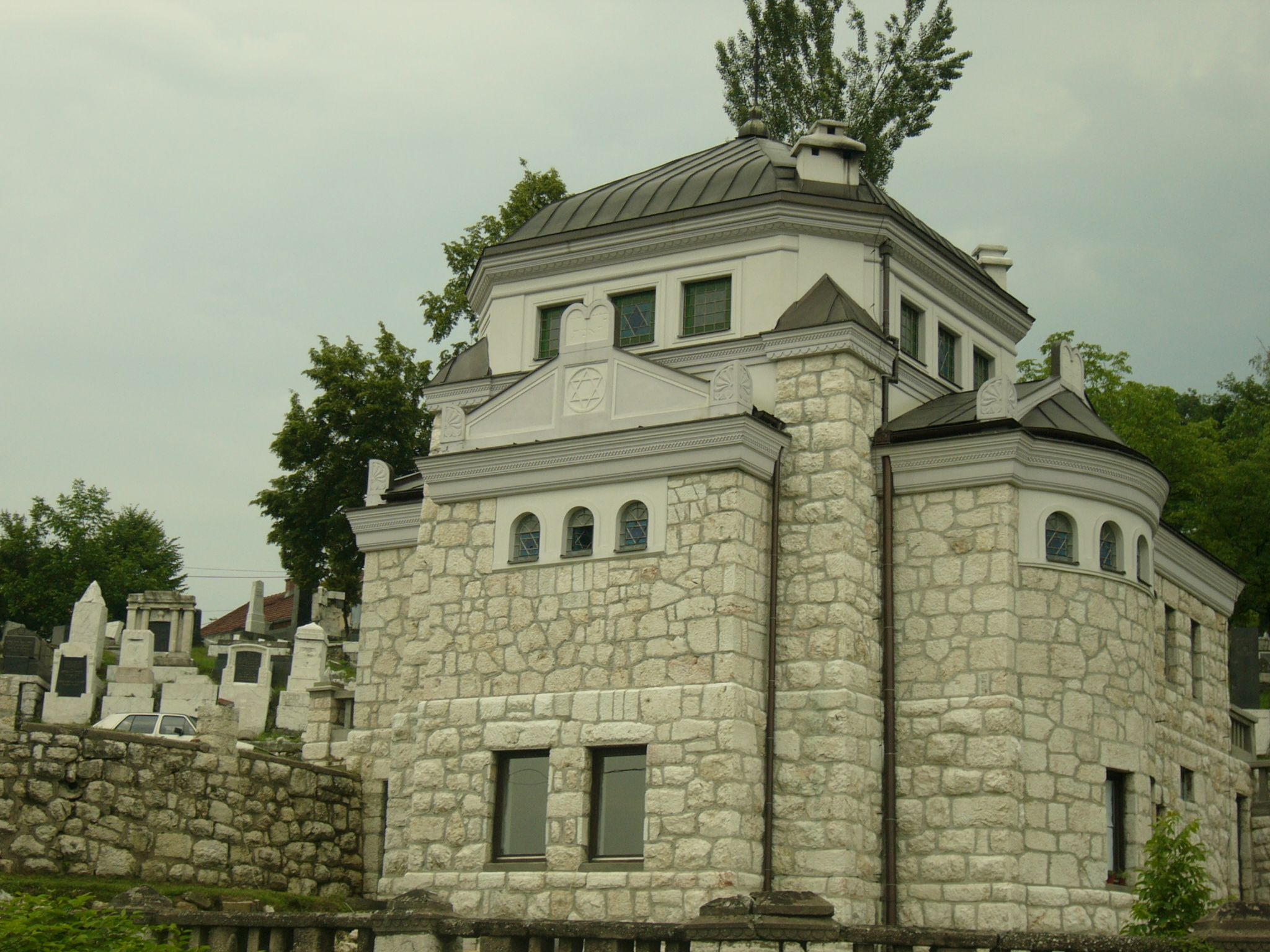
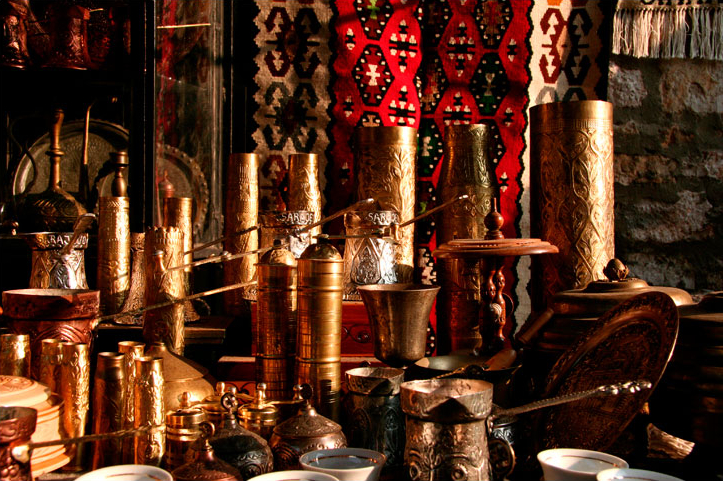
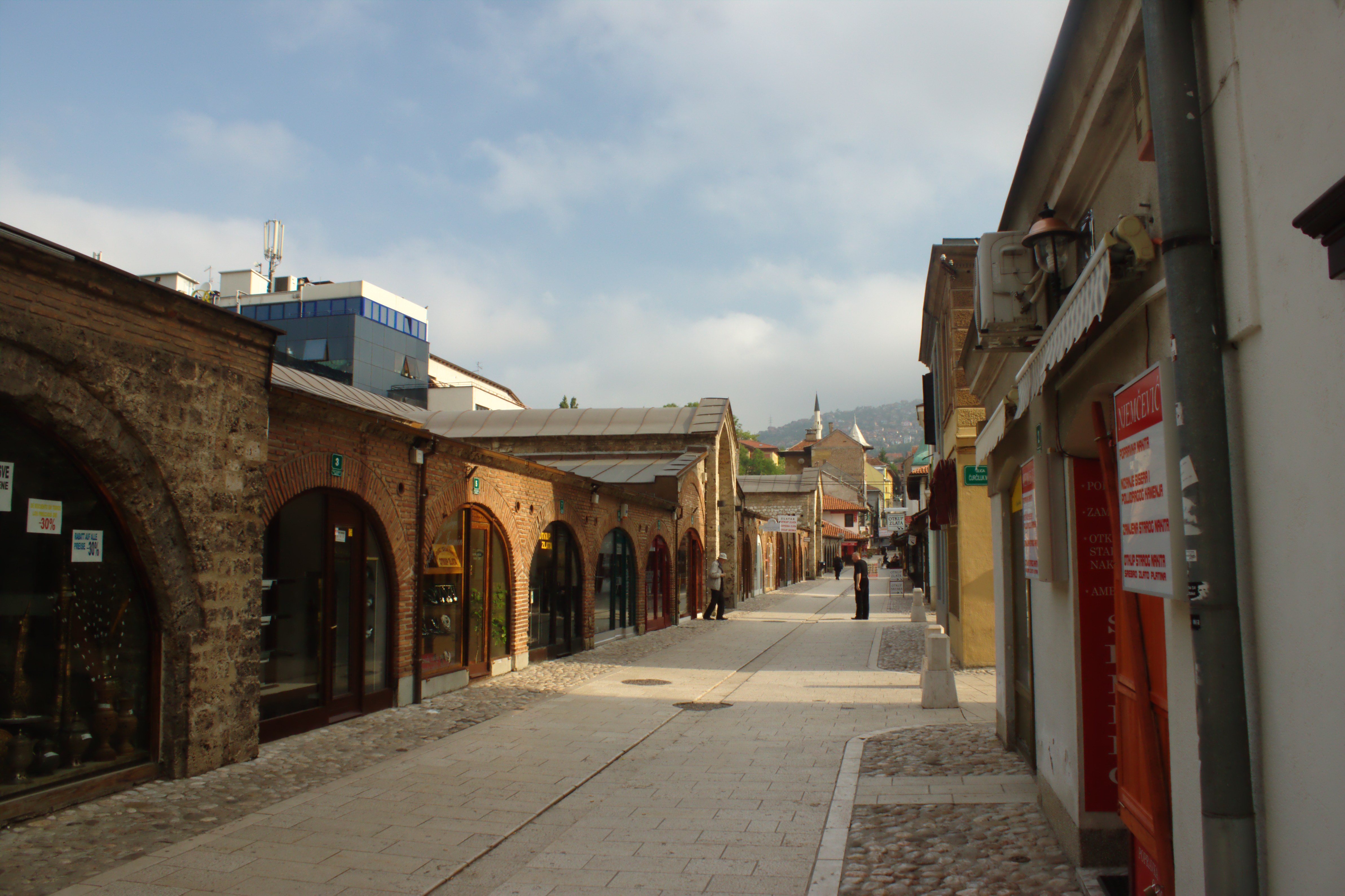
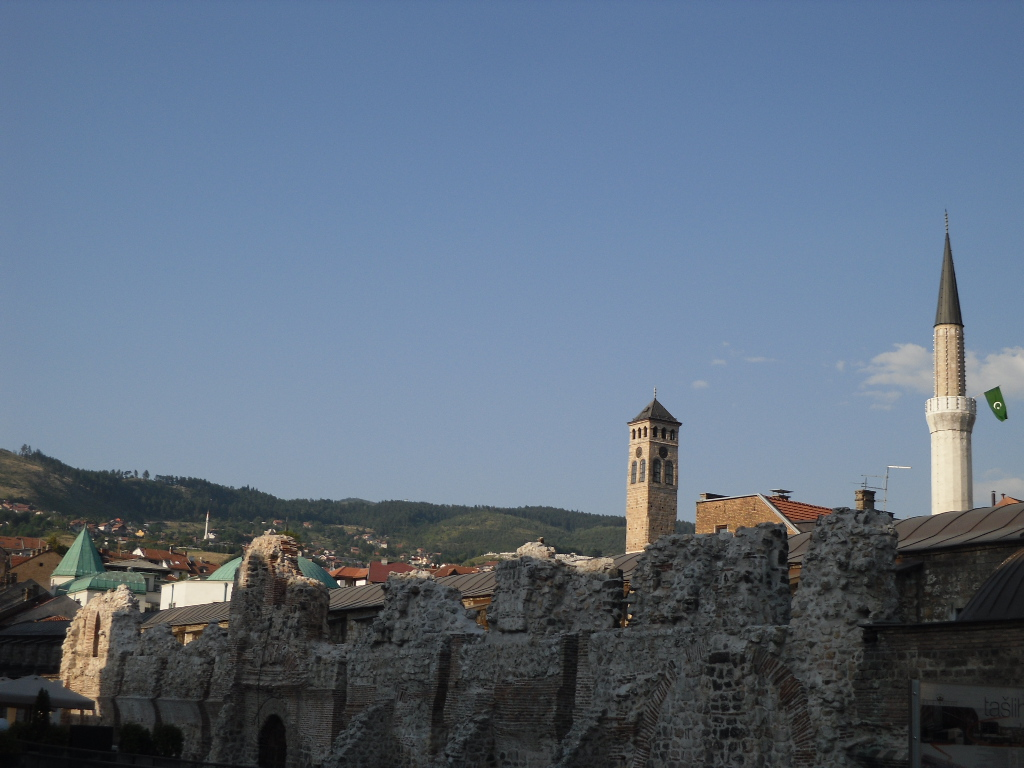
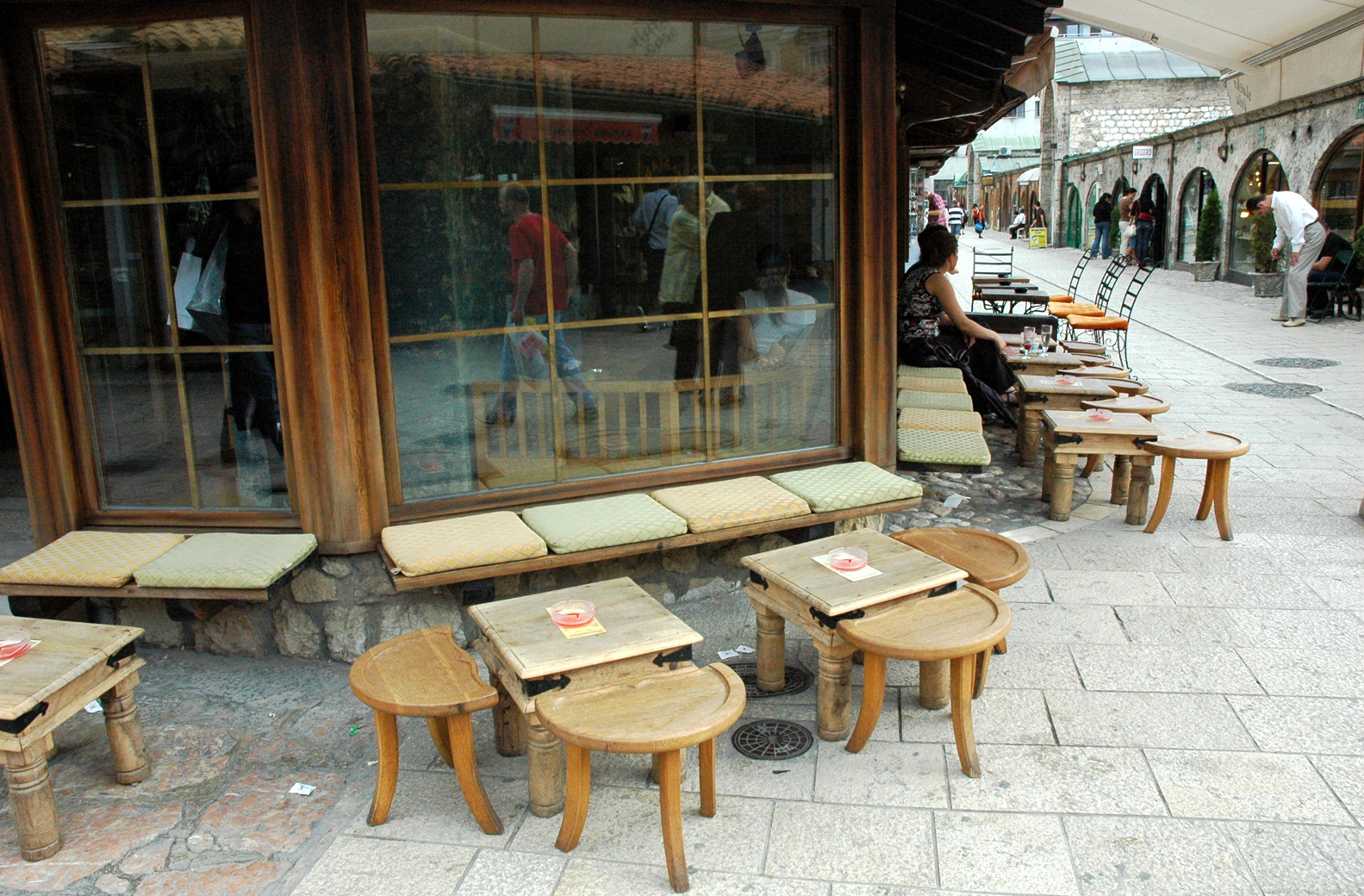
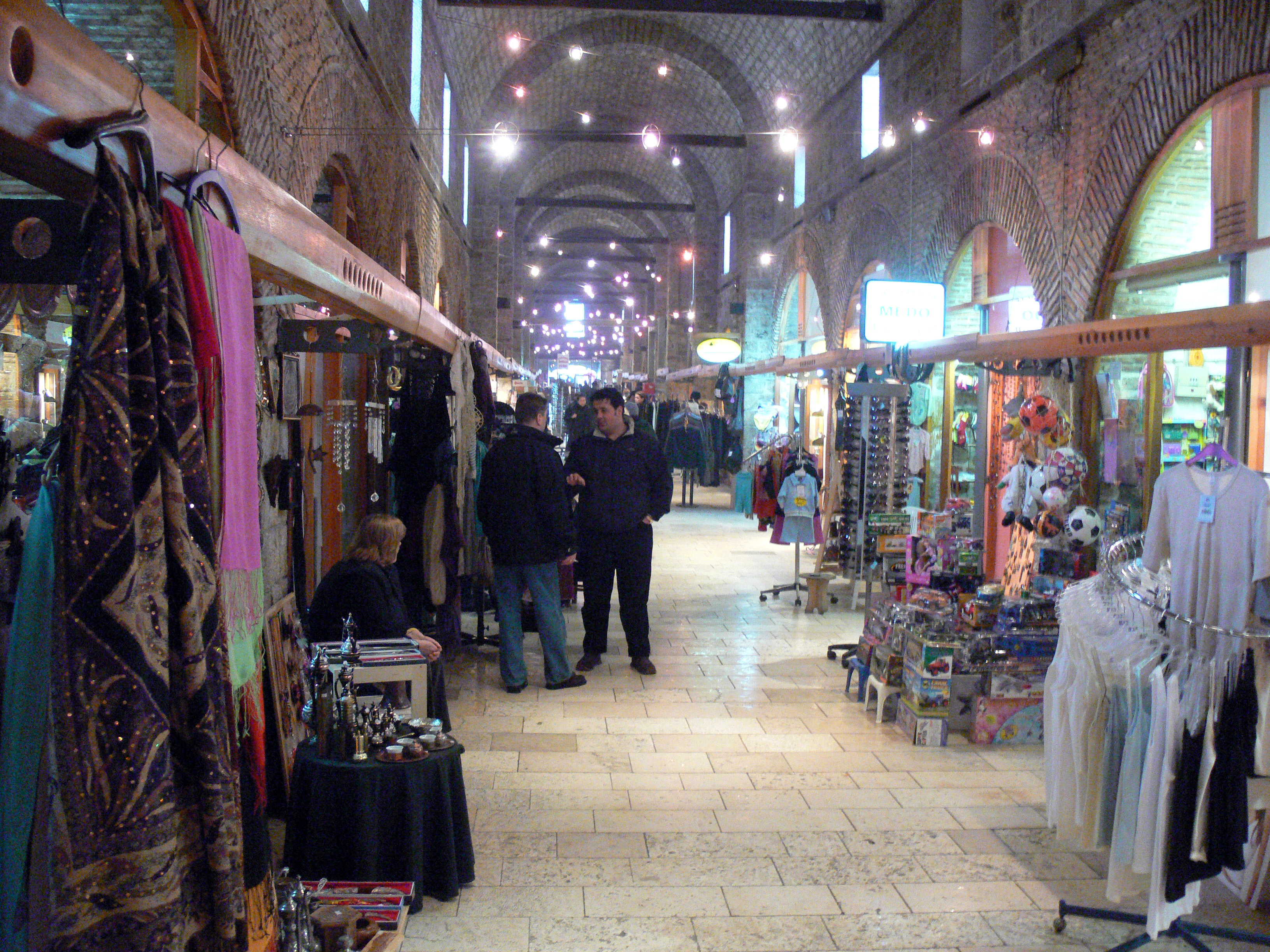
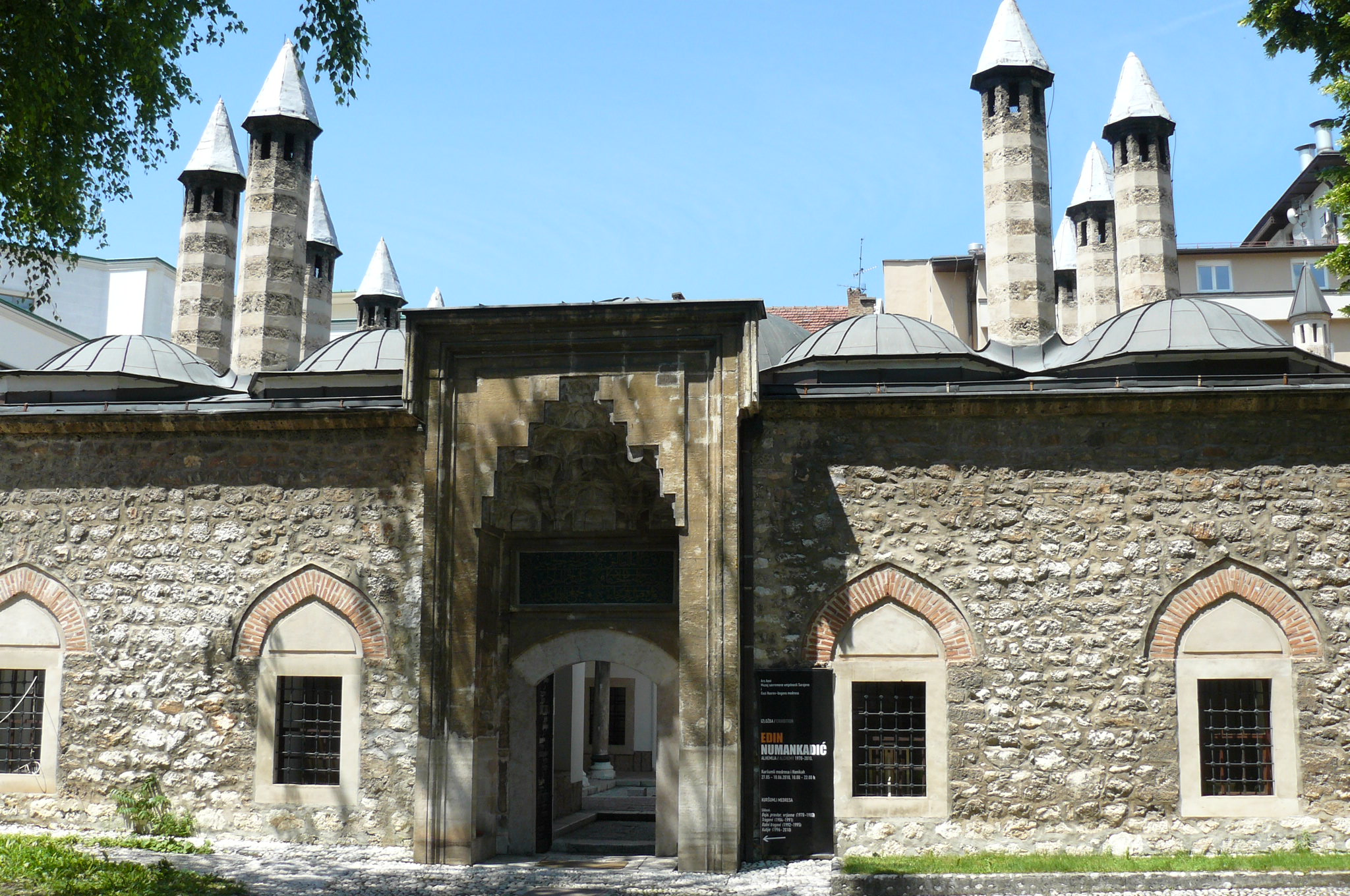
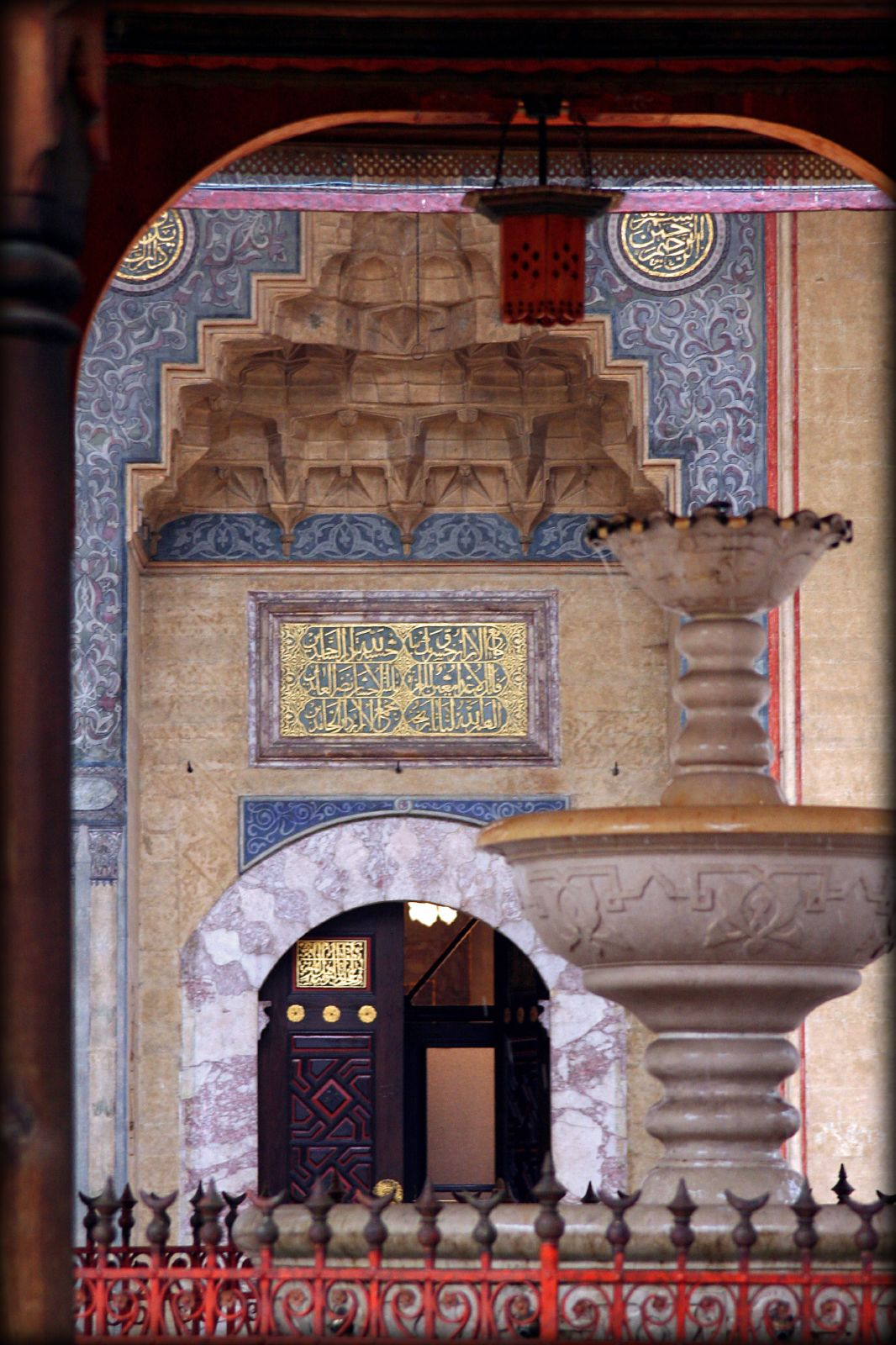
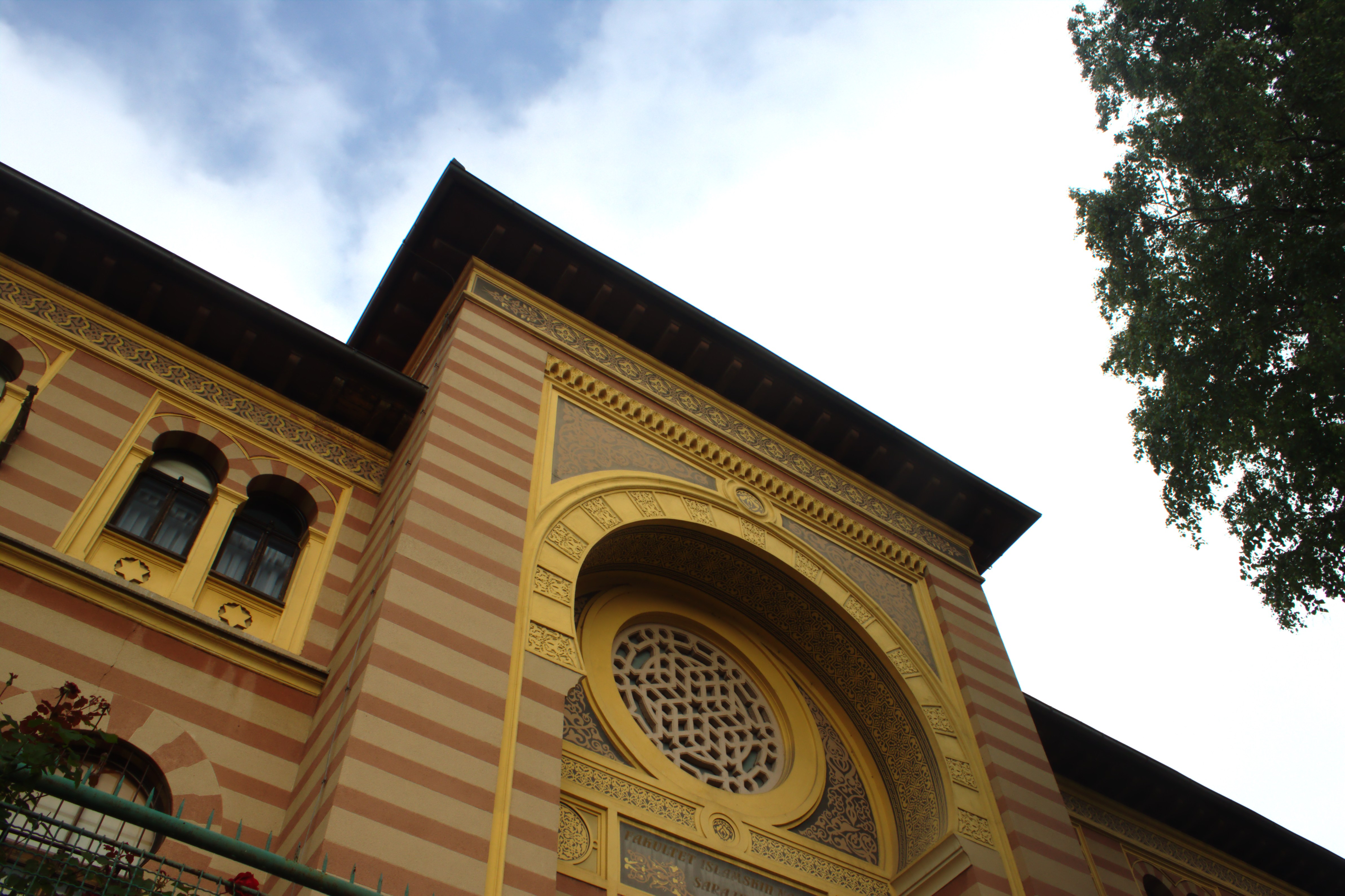
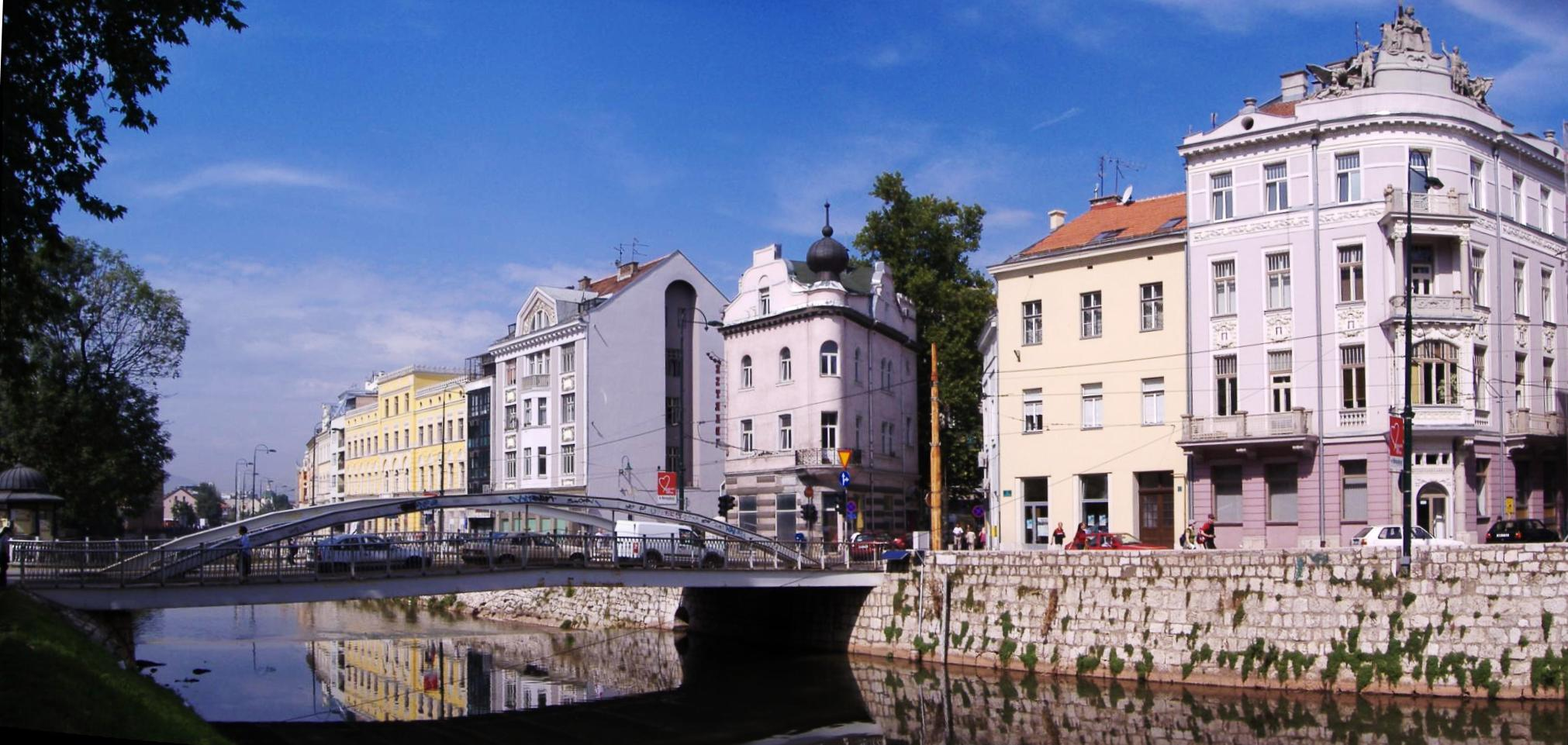
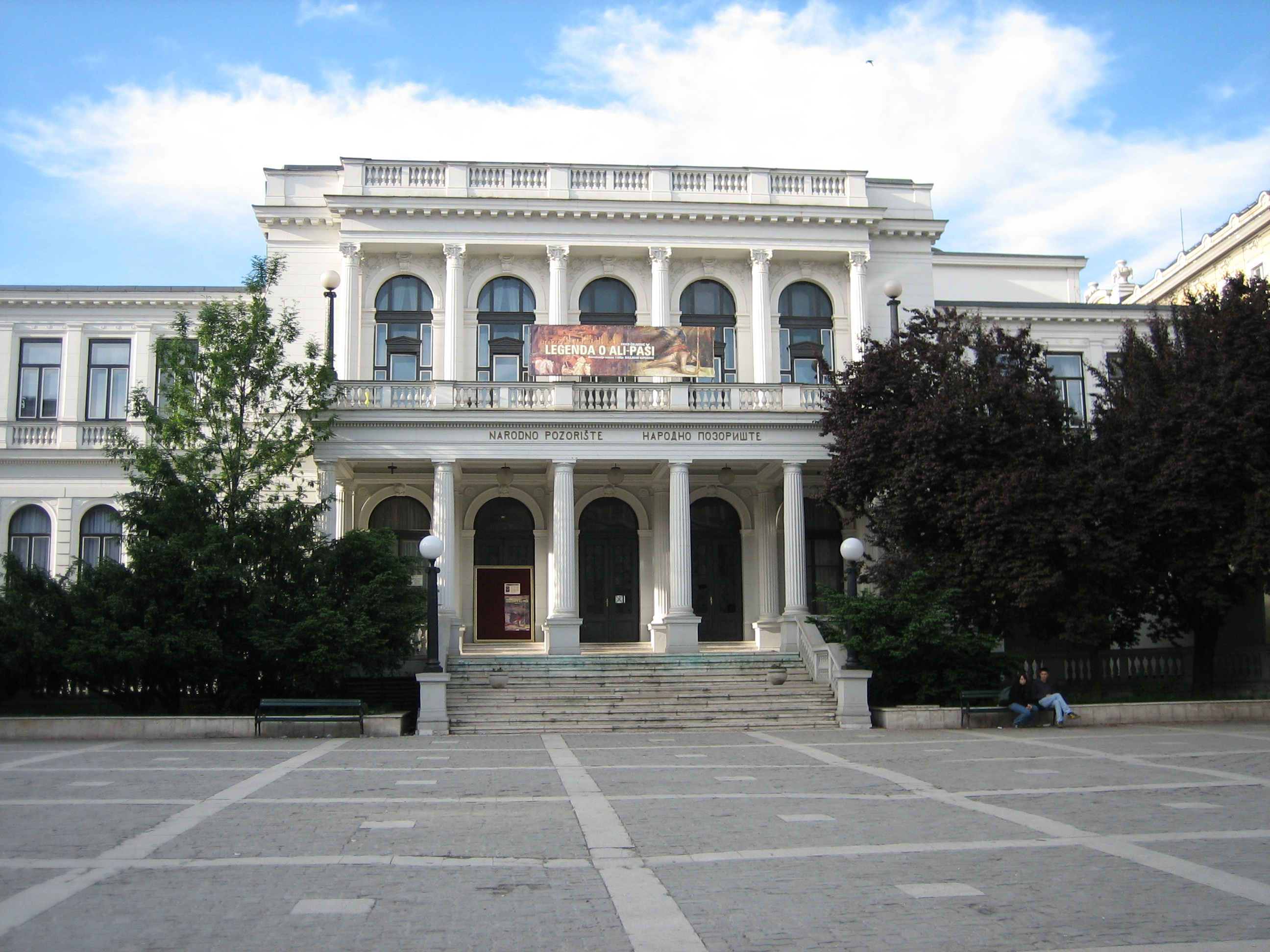
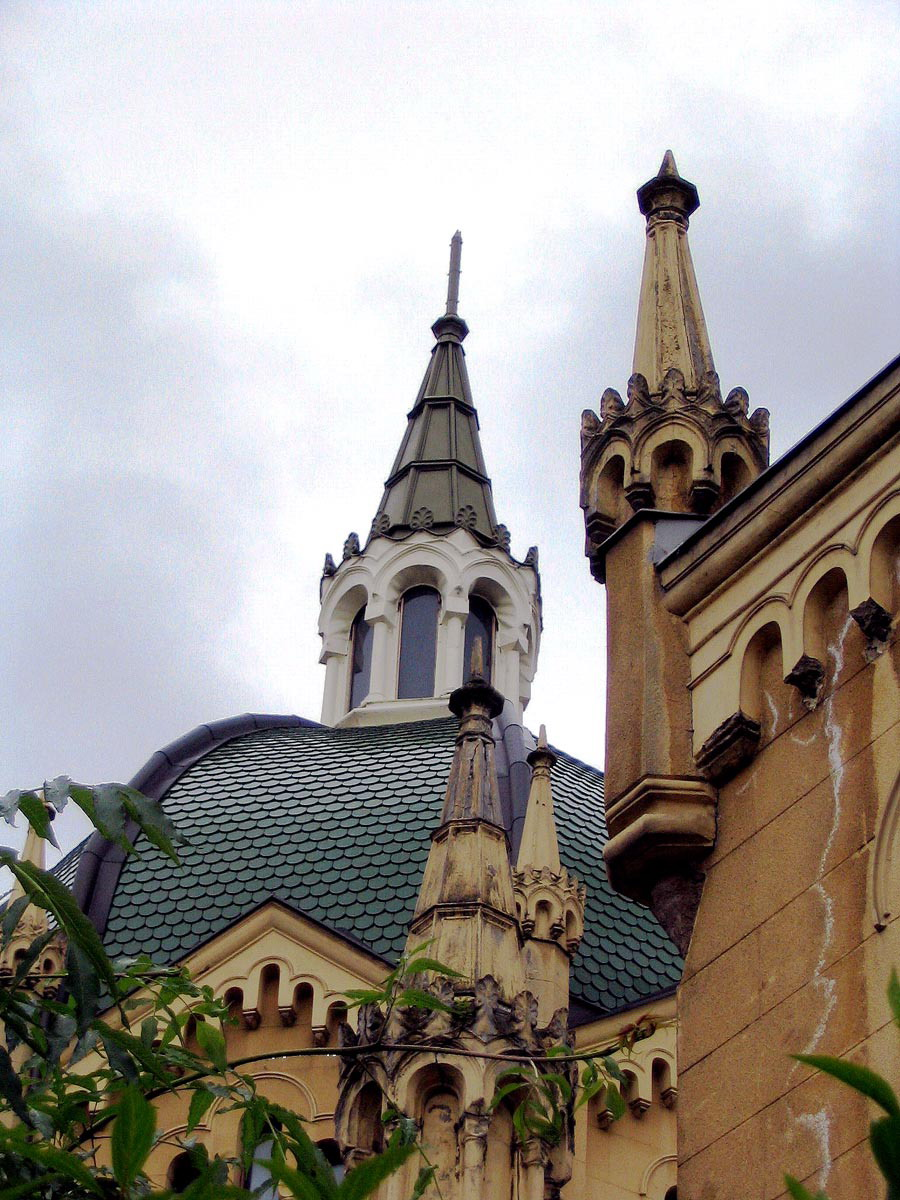
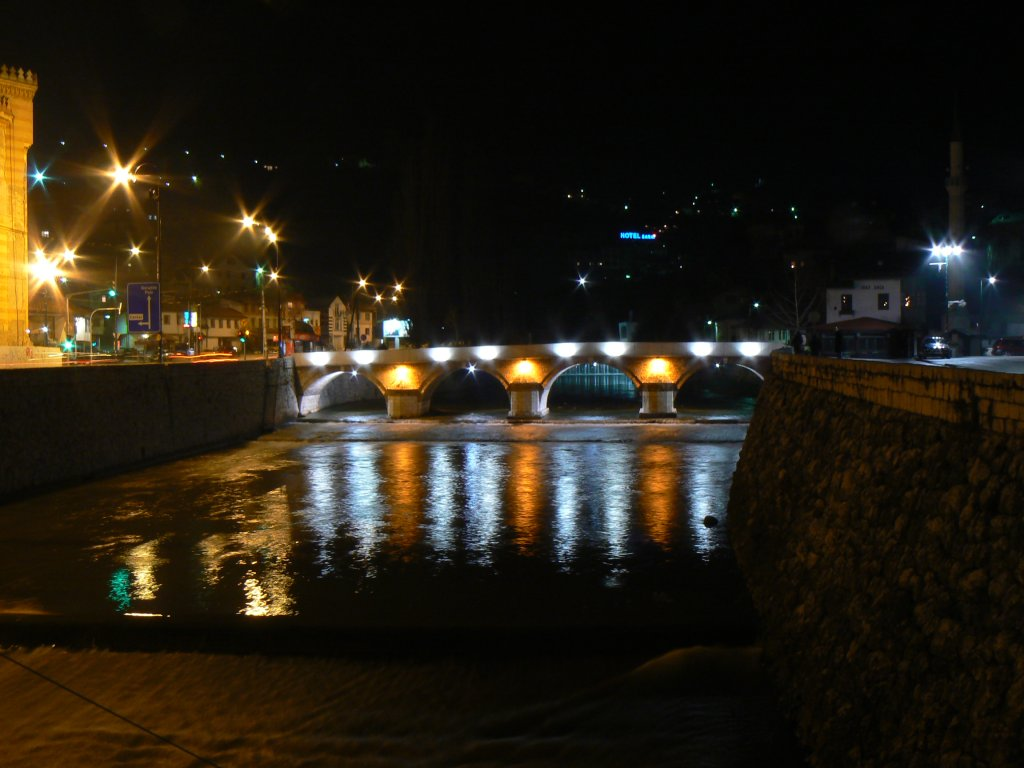
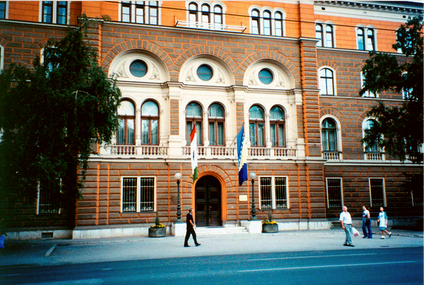